# Zacisze (Miłomłyn)
Zacisze – część miasta Miłomłyn. Rozpościera się wzdłuż ulicy Warmińskiej na południowy zachód od centrum miasta.
W latach 1975–1998 miejscowość administracyjnie należała do województwa olsztyńskiego.